# Gerény
Gerény (ukránul Горяни [Horjani], oroszul Горяны [Gorjani]) Ungvár része, egykor önálló falu Ukrajnában, Kárpátalján, az Ungvári járásban.

## Fekvése
Ungvártól 3 km-re délkeletre fekszik, 1970 óta a városhoz tartozik.

## Nevének eredete
Neve a magyar görény főnévből származik.

## Története
1332-ben Gheren néven említik először. Itt építette fel IV. Béla az elpusztult Ősungvár helyett az új várat. A várból mára csak a 12. századi, a 15. században gótikus stílusban bővített vártemplom maradt meg, falain 14.-15. századi freskókkal. Az eredeti kör alakú rotunda kápolna-templom bizánci stílusban épült (bizánci opus mixtum falszerkezettel). A vár valószínűleg a 14. században pusztult el főúri torzsalkodások következtében. Romjain a Drugeth család várkastélyt épített, melynek maradványait 1926-ban az egykori vár romjaival együtt feltárták.
Egykori pálos kolostora 1384-ben épült, helye még feltárásra vár.
1910-ben 1173, többségben ruszin lakosa volt, jelentős magyar kisebbséggel. A trianoni békeszerződésig Ung vármegye Ungvári járásához tartozott.

## A gerényi rotunda

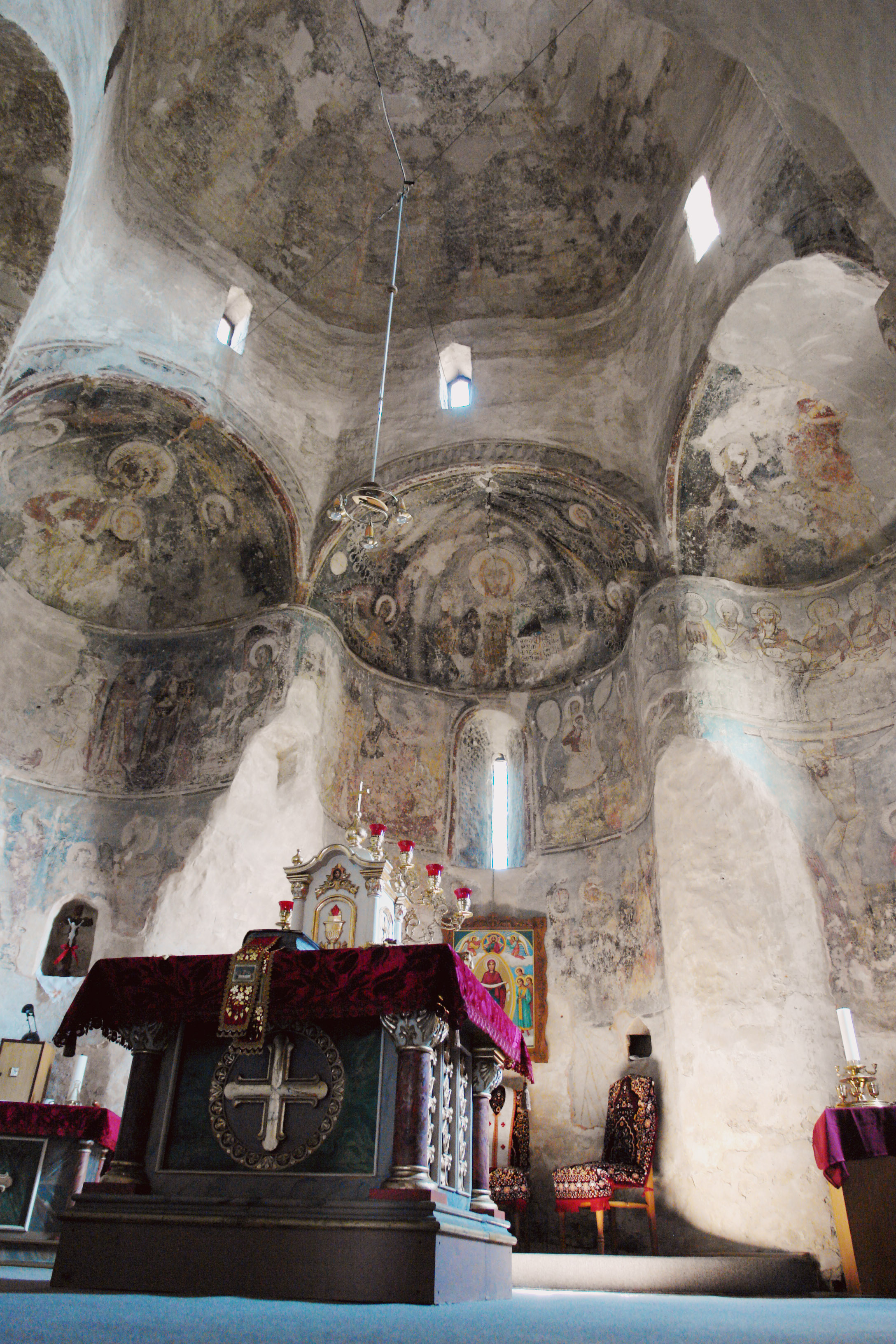
A rotunda

Három olyan rotunda van a középkori Magyarországon, amelynek belső tere hat szegmensre osztott, akárcsak a kaukázusi örmény templomoké. Kiszombor, Karcsa és Gerény rotundája ilyen. Később mindhárom templomot nyugat felé bővítették. Ezek a körtemplomok valószínűleg igen koraiak. Építési idejüket a 12. századra teszik.

## Nevezetességei
- Drugeth János, Fülöp testvére 1292-1312-ben még Szicíliában (a Nápolyi Királyságban) tartózkodott. Magyarországra érkezése után gyorsan meg tudta nyerni I. Károly király kegyét, így testvére halála után 1328-ban ő lett a nádor, s az maradt haláláig (ami 1335. június 22. és november 2. között következett be). Ő a Gerényi és Homonnai Drugeth család őse.[1]
- Gerényben született Tomcsányi Mihály (ukránul Михайло Іванович Томчаній) kárpátaljai író (1914. július 16. – Ungvár, 1975. január 19.). Apja Tomcsányi János (1888–1953), édesanyja Tomcsányi (szül. Kepecs) Erzsébet. Az író nevét viseli az az utca, amelyen szüleinek háza áll. Az a ház, amelyben született, a hegyen állt, szemben a Drugeth várral, illetve a híres gerényi rotundával, de az 1920-as években keletkezett nagy tűzvészben leégett.

## Lásd még
- Körtemplom